# Pont d’Aël
Die Pont d’Aël ist eine römische Aquäduktbrücke im gleichnamigen Ortsteil der Gemeinde Aymavilles im Aostatal in Italien. Sie wurde im Jahr 3 v. Chr. bei Augusta Praetoria, dem heutigen Aosta, für die Bewässerung und zur Versorgung einer Erzwäsche für die neugegründete Kolonie erbaut. Die in einem Nebental 66 m über der Talsohle gelegene Brücke trug einen technisch ausgereiften, insgesamt 6 km langen Aquädukt. Neben ihrer ungewöhnlichen Lage weist die ursprünglich vermutlich dreistöckige Konstruktion weitere Besonderheiten wie einen Kontrollgang unter der Wasserleitung sowie ihre ausdrücklich private Finanzierung auf. Im ehemaligen Wasserkanal verläuft heute ein Wanderweg.

## Erforschung und Funktion
Die Brücke überquert den Wildbach Grand Eyvia bei Pont d’Aël am Eingang des Cogne-Tals, einem Nebental 8 km westlich von Aosta. Eine erste Beschreibung überlieferte Pingone im Jahr 1550, der auch eine Skizze beifügte. Weitere Abbildungen steuerten 1826 Baron de Malzen und 1860 Aubert bei, die das Bauwerk bereits in seiner heutigen Gestalt zeigten. Promis Messungen von 1864 ergänzte Barocelli 1930 nach Grabungen am östlichen Brückenbeginn.
Eine vollständige Vermessung und Dokumentation wurde 1996 erstmals von Mathias Döring durchgeführt. Hierbei wurde nachgewiesen, dass die Brücke nicht nur, wie bislang angenommen ein Transportweg für Eisenerz zur Verhüttung in Villeneuve war, sondern zu einer Bewässerungsleitung für Agrarflächen der wachsenden Kolonie Augusta Praetoria gehörte und eine Erzwäsche für die in Cogne geförderten Metallerze mit Wasser belieferte. Eine Trinkwasserversorgung von Augusta Praetoria scheidet aus, denn die Stadt versorgte sich selbst aus dem nahen Buthier. Gleichwohl dürfte das Wasser neben seiner wirtschaftlichen Hauptfunktion auch zur Deckung des lokalen ländlichen Trinkwasserbedarfs herangezogen worden sein.

## Bewässerungsleitung

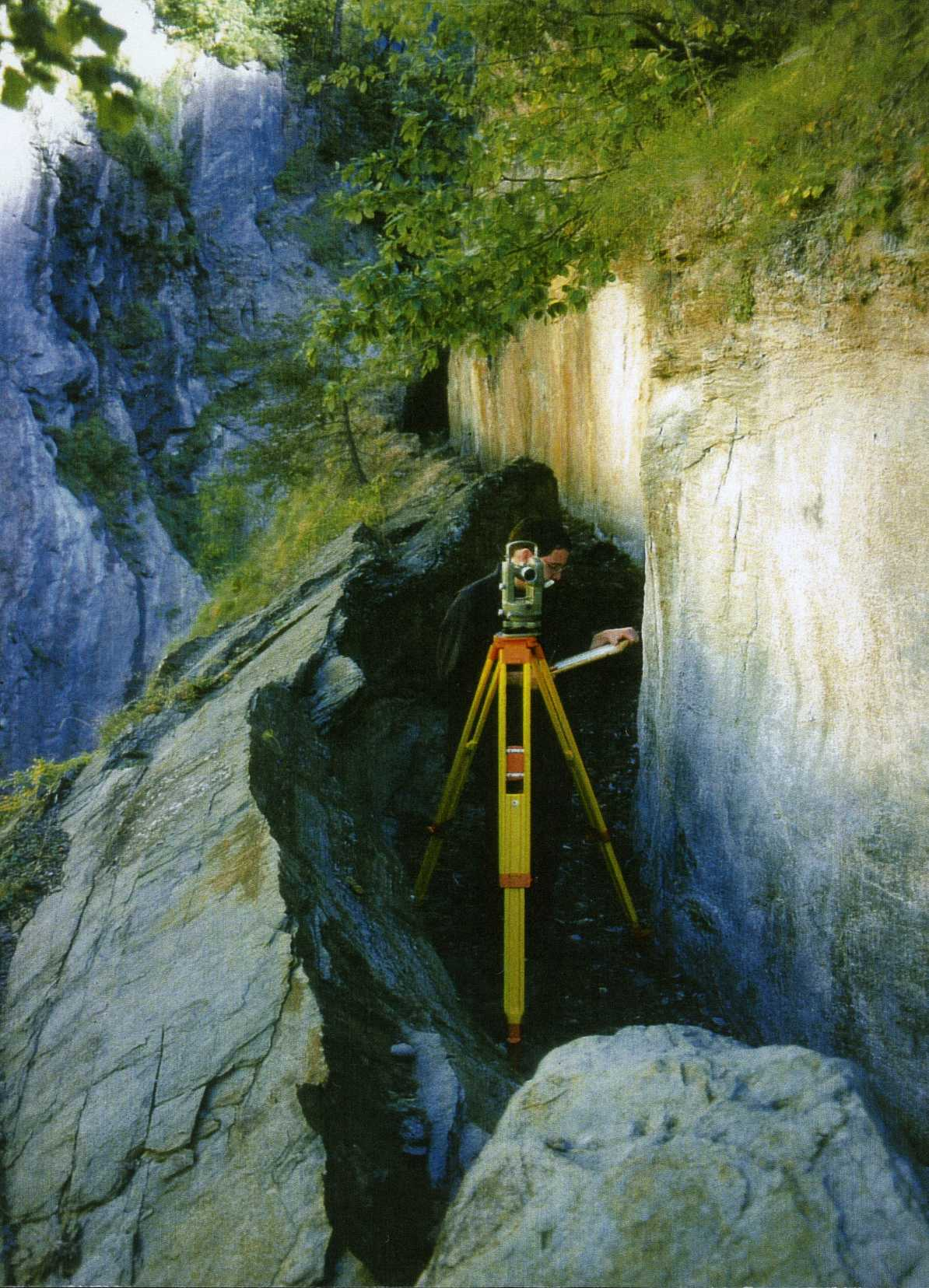
Halbgalerie der Wasserleitung entlang der Steilhänge des Cognetals oberhalb der Brücke

Ein Ziel der insgesamt 6 km langen Leitung war ein ca. 200 ha großes Fruchtlandgebiet im Westen Aostas, das sich 50 bis 150 m über dem Hauptfluss Dora Baltea gelegen nur mithilfe einer Gefälleleitung aus dem Nebental erschließen ließ. Unterwegs wurde das Wasser für die Erzwäsche abgezweigt, die sich vermutlich nahe dem Dorf Pont d’Ael befand. Die technischen Schwierigkeiten bei der Trassierung entlang der steilen Felswände des Cognetals wurden von den römischen Ingenieuren gelöst, indem die Leitungstrasse als Freispiegelleitung angelegt wurde. Das 2,9 km oberhalb der Pont d’Aël abgezweigte Wasser des Grand Eyvia wurde an den steilen Abhängen des Cognetals in offenen Kanälen mit einem durchschnittlichen Gefälle von 6,6 Promille talwärts geführt; Tunnel oder Qanate kamen aufgrund des sehr harten Gesteins bzw. der erforderlichen Überdeckung von 60 bis 120 m nicht in Frage. Die 1,20 m breite Leitung wurde als Halbgalerie in den Felsabhang so eingeschnitten, dass talseitig eine bis zu 3 m hohe Brüstung aus gewachsenem Fels stehenblieb. Der Vorteil dieser Methode bestand darin, dass anders als bei einer Durchtunnelung die Vortriebsarbeit dank des Sichtkontakts an beliebig vielen Stellen beginnen konnte, was eine erhebliche Reduzierung der Bauzeit bedeutete. Derartige Halbgalerien lassen sich im römischen Wasserbau nur selten bei besonders unwegsamen Gelände finden, so z. B. bei der Wasserleitung von Side in der Türkei.
In den flacheren Bereichen entschied man sich für eine zwei bis vier Meter breite Terrasse, durch die die Leitung als gemauerter Rechteckkanal mit Plattenabdeckung verlief. Insgesamt durchquert die Leitung bis Pondel 2,25 km Hang- und 0,65 km Felsstrecke. Der weitere Leitungsverlauf unterhalb der Brücke konnte wegen der Bebauung und landwirtschaftlichen Nutzung nicht untersucht werden; der Endpunkt dürfte in der besagten Bewässerungszone bei der heutigen Ortschaft Aymavilles liegen.

## Brückenkonstruktion

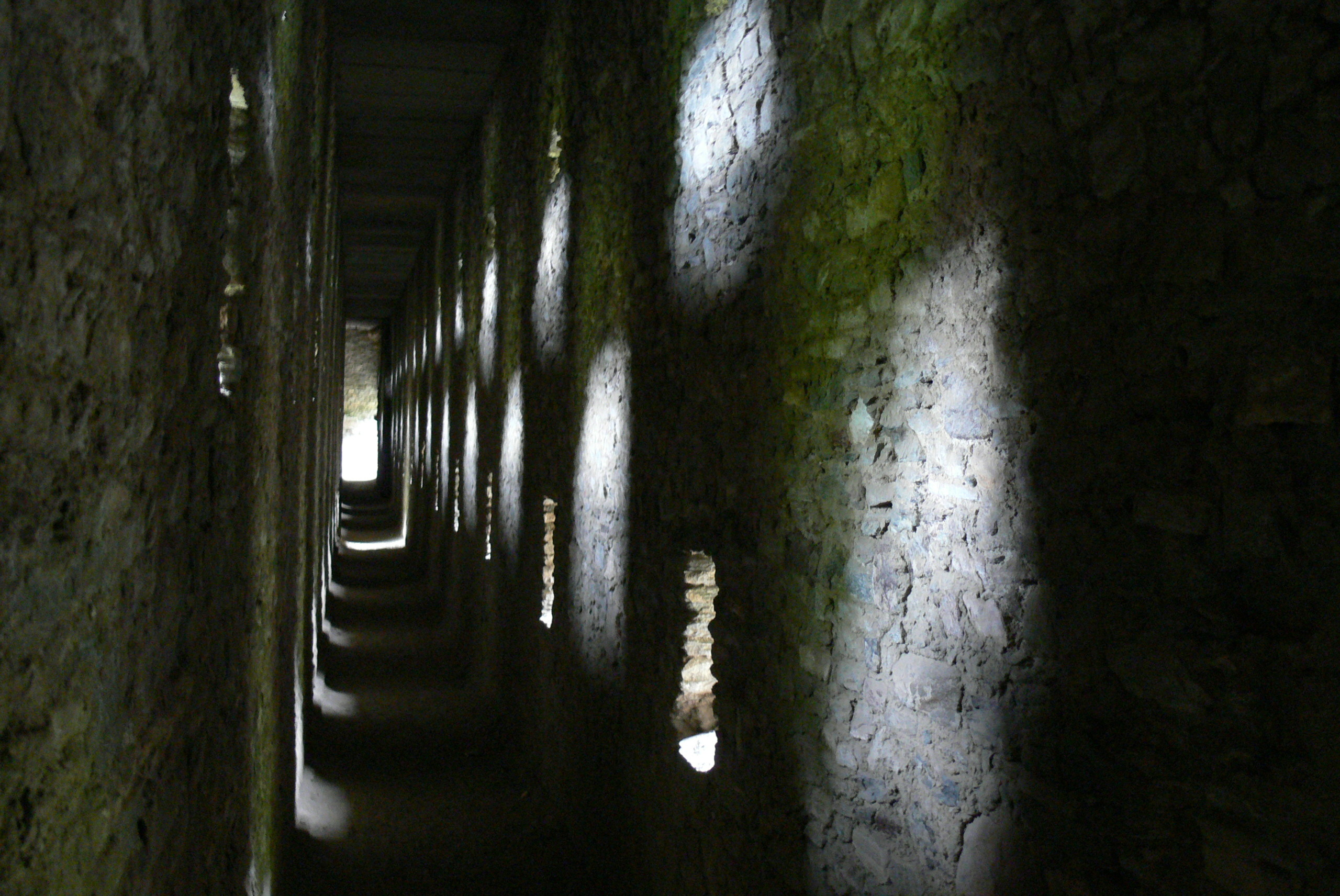
Kontrollgang unter der Wasserleitung

Die 60,46 m lange und 2,26 m breite Brücke steht an der einzig möglichen Übergangsstelle über den 4 km langen und bis zu 150 m tiefen Canyon des Grand Eyvia. Ihr einziger Bogen überspannt die hier nur 12 m breite, aber 66 m tiefe Schlucht mit einer Spannweite von 14,24 m. Das Brückengewölbe besteht aus einem einrippigen Keilsteinbogen. Die einst vermutlich dreistöckige Brücke führt im unteren Stockwerk einen 50,35 m langen Gang, der in der Antike zur Überprüfung der Dichtigkeit der darüberliegenden Wasserleitung diente. Auf beiden Seiten dieses 3,88 m hohen Kontrollgangs finden sich heute noch zwei Reihen kleiner Fenster, von denen die unteren den Boden und die oberen die Decke so ausleuchteten, dass der Brückenwärter austretendes Wasser schnell identifizieren konnte, das bei Frost das Mauerwerk hätte beschädigen können. Die Existenz der antiken Wasserleitung, auf deren Niveau der heutige Wanderweg verläuft, konnte Döring anhand von Höhenlage und Verlauf erhaltener Mauerreste sowie einem westlich an die Brücke anschließenden Tunnel zweifelsfrei nachweisen. Ihre Höhe betrug 1,90 m bei einer Breite von 1 m. Im dritten Geschoss lag damals womöglich ein offener Fußweg, der dem Bauwerk eine Gesamthöhe von 22,15 m gab.

## Bauinschrift

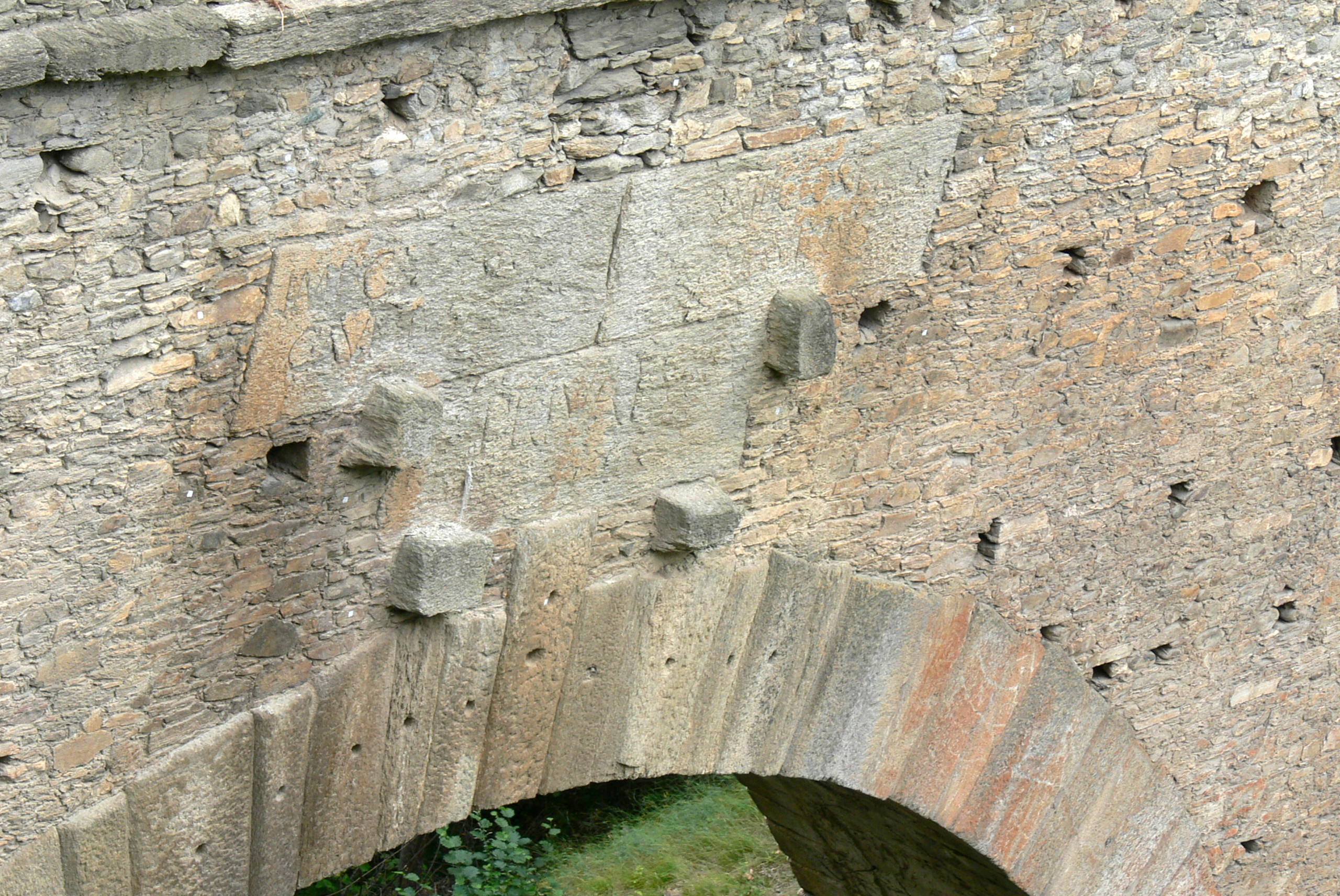
Bauinschrift

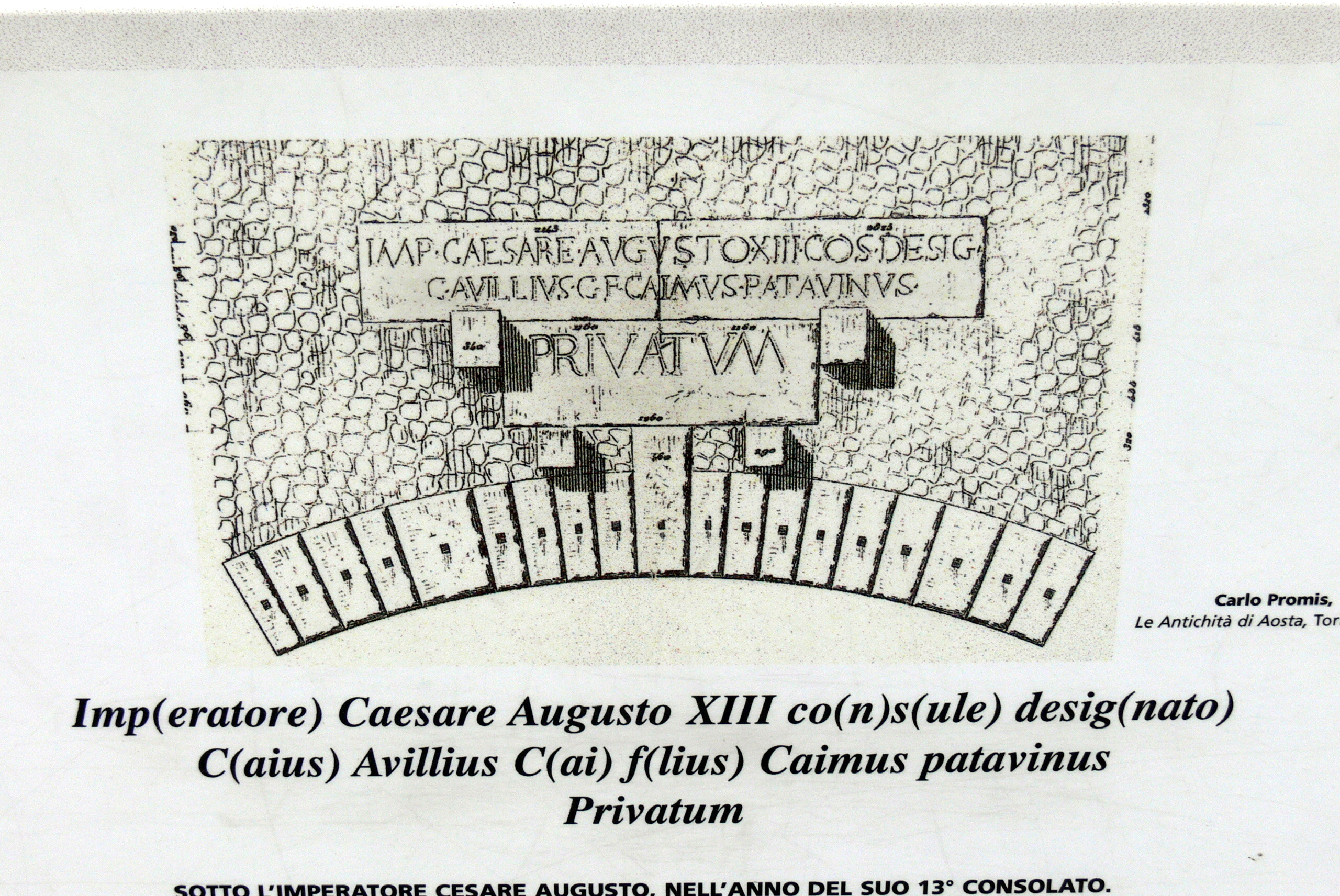
Rekonstruktion der Bauinschrift

Eine großflächige Inschrift auf der Nordseite der Brücke gibt detailliert Auskunft über den Erbauer. Demnach wurde sie im Jahr 3 v. Chr. von Gaius Avillius Caimus aus Padua, einem der Pächter nahe gelegener Bergwerke, aus eigenen Mitteln finanziert, was durch die zentrale Anordnung des Wortes PRIVATVM besonders hervorgehoben wurde.
IMP CAESARE AVGVSTO XIII COS DESIG
C AVILLIVS C F CAIMVS PATAVINVS
PRIVATVM
Vollständig:
Imperatore Caesare Augusto XIII consule designato
Gaius Avillius Gaii filius Caimus Patavinus
privatum
Übersetzung:
„Zur Zeit, als der Herrscher Caesar Augustus zum 13. Mal zum Consul ernannt wurde,
(hat) Gaius Avillius Caimus aus Padua, der Sohn des Gaius, (dieses errichtet)
aus privaten Mitteln“